# Сосновый Бор (Брянская область)
Сосновый Бор — посёлок в Злынковском районе Брянской области, в составе Спиридоновобудского сельского поселения. 
 Расположен в 1,5 км к северо-востоку от деревни Карпиловка. Население — 2 человека (2010).

## История
Упоминается с 1920-х годов; до 2005 года входил в состав Карпиловского сельсовета.
| Годы      | 1926 | 1979 | 1989 | 2002 | 2010 |
| --------- | ---- | ---- | ---- | ---- | ---- |
| Население | 111  | 74   | 45   | 22   | 2    |